# St. Aloysius (Oberbruch)

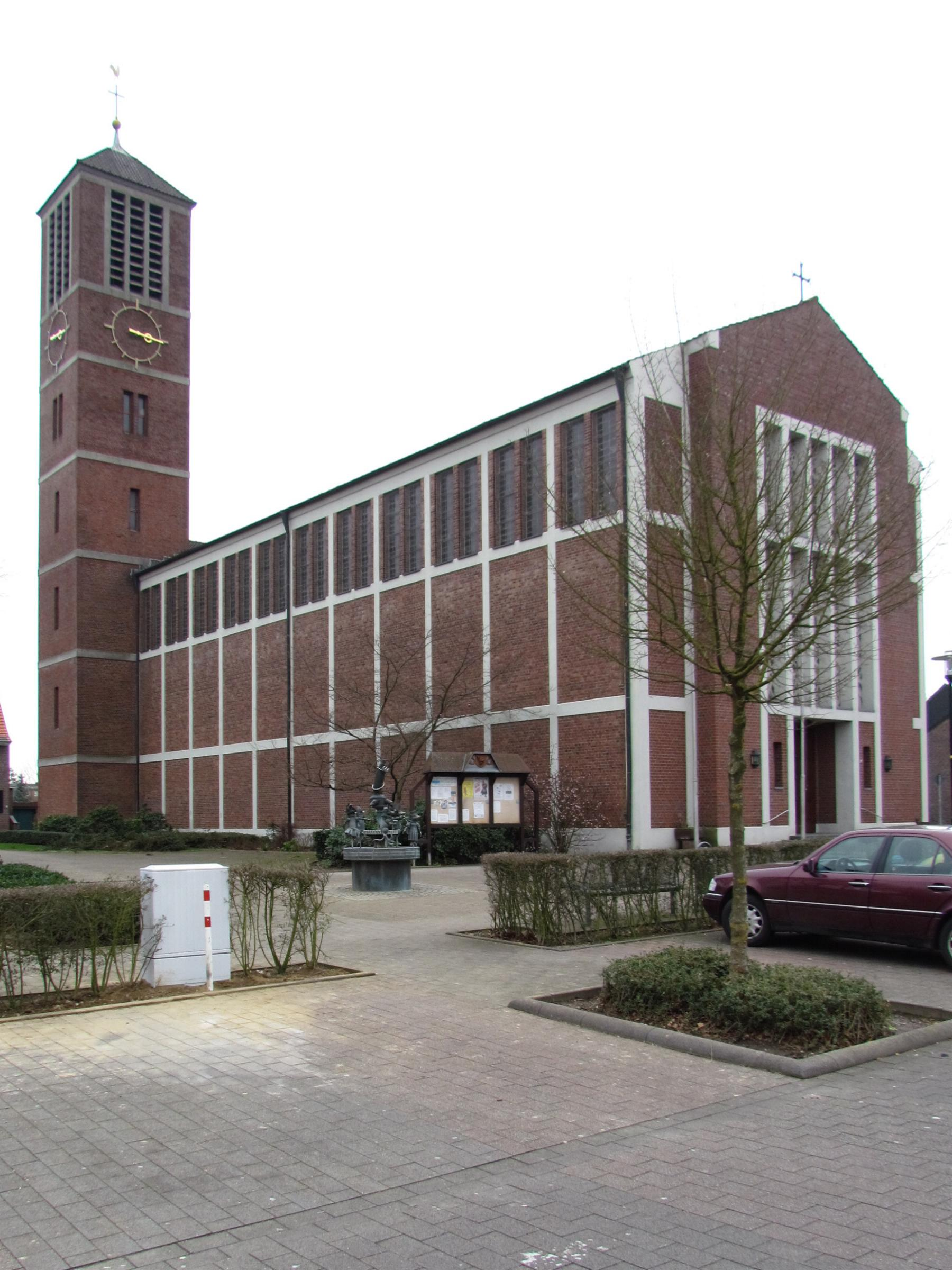

Die römisch-katholische Kirche St. Aloysius befindet sich im Ortsteil Oberbruch in der Stadt Heinsberg in Nordrhein-Westfalen. Die Kirche steht an der Ecke Anton-Schürkes-Straße und Boos-Fremery-Straße. 

## Geschichte
Die erste Kapelle stammte aus dem Jahre 1859. Pläne für einen Neubau oder einer Vergrößerung wurden von Peter Bartz aus Heinsberg vorgelegt. Nach der Gründung des St.-Aloysius-Bauverein um 1900 wurde beschlossen, die alte Kapelle abzureißen und eine neue Kirche zu bauen. Am 16. Juni 1907 war die Grundsteinlegung. Die 1907 fertiggestellte Kirche wurde am 24. Januar 1945 durch Sprengung zerstört. Nach Plänen von Architekt Peter Salm aus Aachen wurde die Kirche 1951/52 neugebaut. Dabei wurde das noch stehende südliche Seitenschiff einbezogen. Die feierliche Weihe war am 1. Juli 1956. 1966 wurde eine Holzdecke eingezogen, 1976 wurde die Kirche renoviert.
St. Aloysius gehört heute zur Gemeinschaft der Gemeinden (GdG) Heinsberg-Oberbruch (Bistum Aachen).

## Architektur
Die Kirche ist ein ungefähr geosteter Stahlbetonskelettbau mit Backsteinfüllung. Sie besitzt ein hohes Hauptschiff mit einer eingezogenen halbrunden Apsis. Südlich sind vorn ein Arm eines Querschiffs in gleicher Höhe wie das Hauptschiff und dahinter ein niedriges Seitenschiff angebaut. Die Decke ist leicht gewölbt. Entlang der Nordseite und um die Apsis zieht sich ein hoch angebrachtes Fensterband. Im nördlichen Winkel von Kirchenschiff und Apsis steht ein quadratischer Turm mit einem vierseitigen Pyramidenhelm.

## Ausstattung
- Am Kirchturm ist eine Turmuhr eingebaut.
- Die Kirche besitzt eine Buntverglasung.[1]
- Der Altar ist aus Blaustein gestaltet, der Tabernakel aus Bronze.
- In der Kirche befinden sich mehrere Heiligenfiguren.

## Orgel
Die Orgel mit 33 Registern auf drei Manualen und Pedal, mit einer elektropneumatischen Traktur (Kegellade) aus dem Jahre 1955, wurde von Johannes Klais aus Bonn gebaut. Eine Renovierung wurde 1979 durch die Fa. Wilbrand aus Übach-Palenberg durchgeführt. Erst 2017 wurde die Orgel durchgreifend renoviert unter Beibehaltung der originalen Technik durch Orgelbau Romanus Seifert & Sohn, Kevelaer.
| I Hauptwerk C–g3 |               |       |
| 01.              | Gedacktpommer | 16′   |
| 02.              | Pricipal      | 08′   |
| 03.              | Rohrflöte     | 08′   |
| 04.              | Oktav0        | 04′   |
| 05.              | Quintadena    | 04′   |
| 06.              | Quinte        | 2 ⁄3′ |
| 07.              | Hohlflöte     | 02′   |
| 08.              | Mixtur IV–V   | 1 ⁄3′ |
| 09.              | Trompete      | 08′   |

| II Positiv C–g3 |                  |       |
| 10.             | Quintadena       | 08′   |
| 11.             | Lieblich Gedackt | 08′   |
| 12.             | Spitzflöte       | 04′   |
| 13.             | Pricipal         | 02′   |
| 14.             | Sifflöte         | 1 ⁄3′ |
| 15.             | Sesquialtera II  |       |
| 16.             | Scharff IV       |       |
| 17.             | Krummhorn        | 08′   |

| III Schwellwerk C–g3 |               |     |
| 18.                  | Holzflöte     | 08′ |
| 19.                  | Salicional    | 08′ |
| 20.                  | Principal     | 04′ |
| 21.                  | Gemshorn      | 02′ |
| 22.                  | Mixtur III–IV |     |
| 23.                  | Regal         | 16′ |
| 24.                  | Schalmey      | 08′ |

| Pedal C–f1 |               |     |
| 25.        | Principalbass | 16′ |
| 26.        | Subbass       | 16′ |
| 27.        | Zartbass0     | 16′ |
| 28.        | Octavbass     | 08′ |
| 29.        | Gedacktbass   | 08′ |
| 30.        | Choralbass    | 04′ |
| 31.        | Nachthorn     | 02′ |
| 32.        | Hintersatz IV |     |
| 33.        | Posaune       | 16′ |

- Koppeln: II/I, III/I, III/II, I/P, II/P, III/P

## Glocken
Die Glockengießerei Otto aus Hemelingen/Bremen hat schon 1907 für die alte, zerstörte St.-Aloysius-Kirche eine Bronzeglocke gegossen; diese hängt jedoch heute in der Kapelle Hl. Familie in Erkelenz-Oerath. Im Jahr 1931 goss Otto vier Bronzeglocken für St. Aloysius. Von diesen ist nur die größte Glocke, gestimmt auf d', herhalten geblieben. Die drei kleineren Glocken wurden im Zweiten Weltkrieg eingeschmolzen. Im Jahr 1957 ergänzte Otto das Geläut mit drei Glocken gleicher Intonation.
| Name      | Schlagton | Durchmesser in mm | Gewicht in kg | Gießer                                    | Gussjahr |
| --------- | --------- | ----------------- | ------------- | ----------------------------------------- | -------- |
| 1. Glocke | d¹        | 1470              | 2060          | Glockengießerei Otto, Bremen-Hemelingen   | 1931     |
| 2. Glocke | es¹       | 1295              | 1445          | Glockengießerei Otto, Bremen-Hemelingen   | 1957     |
| 3. Glocke | f¹        | 1153              | 1041          | Glockengießerei Otto, Bremen-Hemelingen   | 1957     |
| 4. Glocke | as¹       | 970               | 625           | Glockengießerei Otto, Bremen - Hemelingen | 1957     |

Motiv: „Ausgefüllter des¹-Durdreiklang“

## Galerie

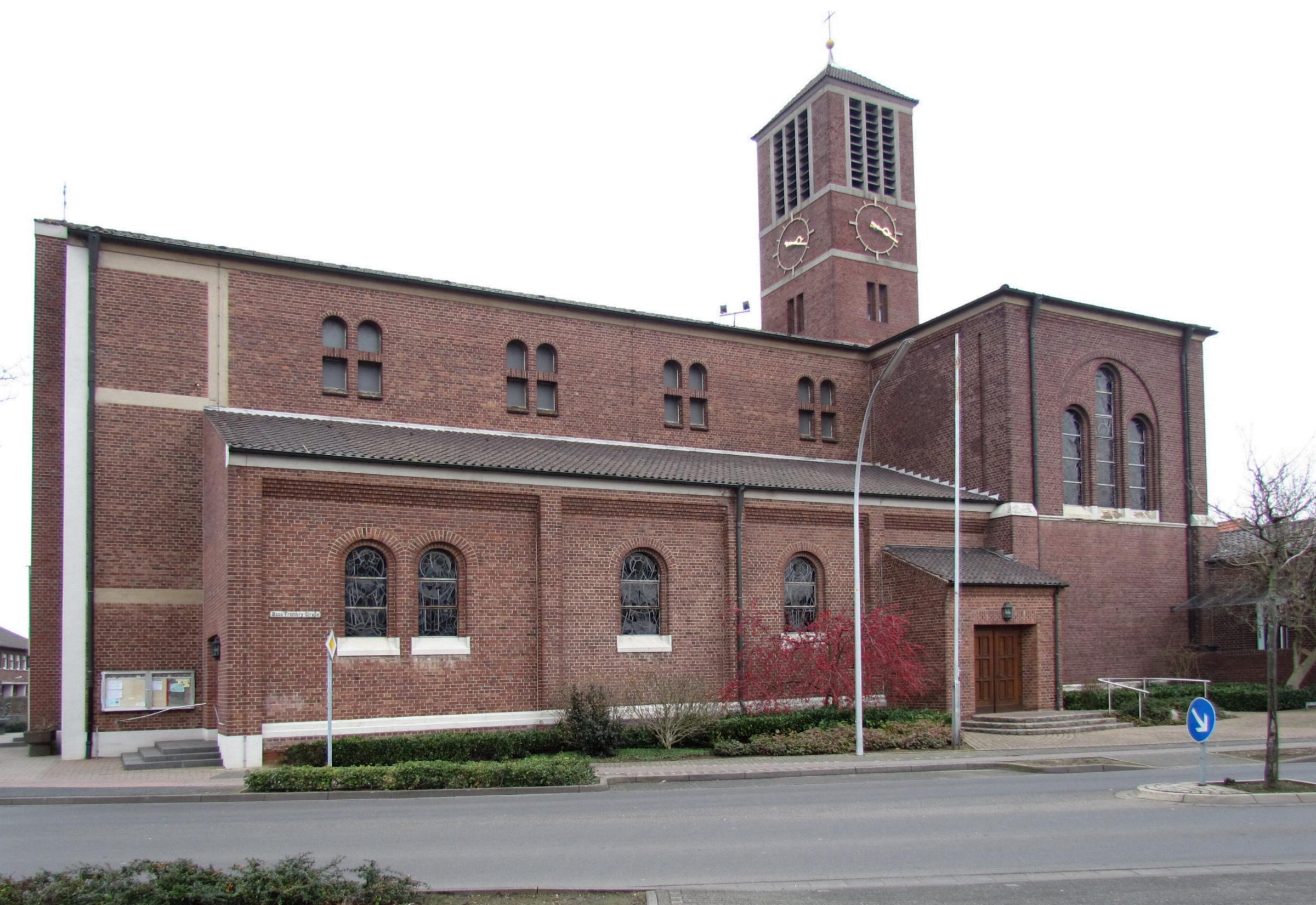
Südseite
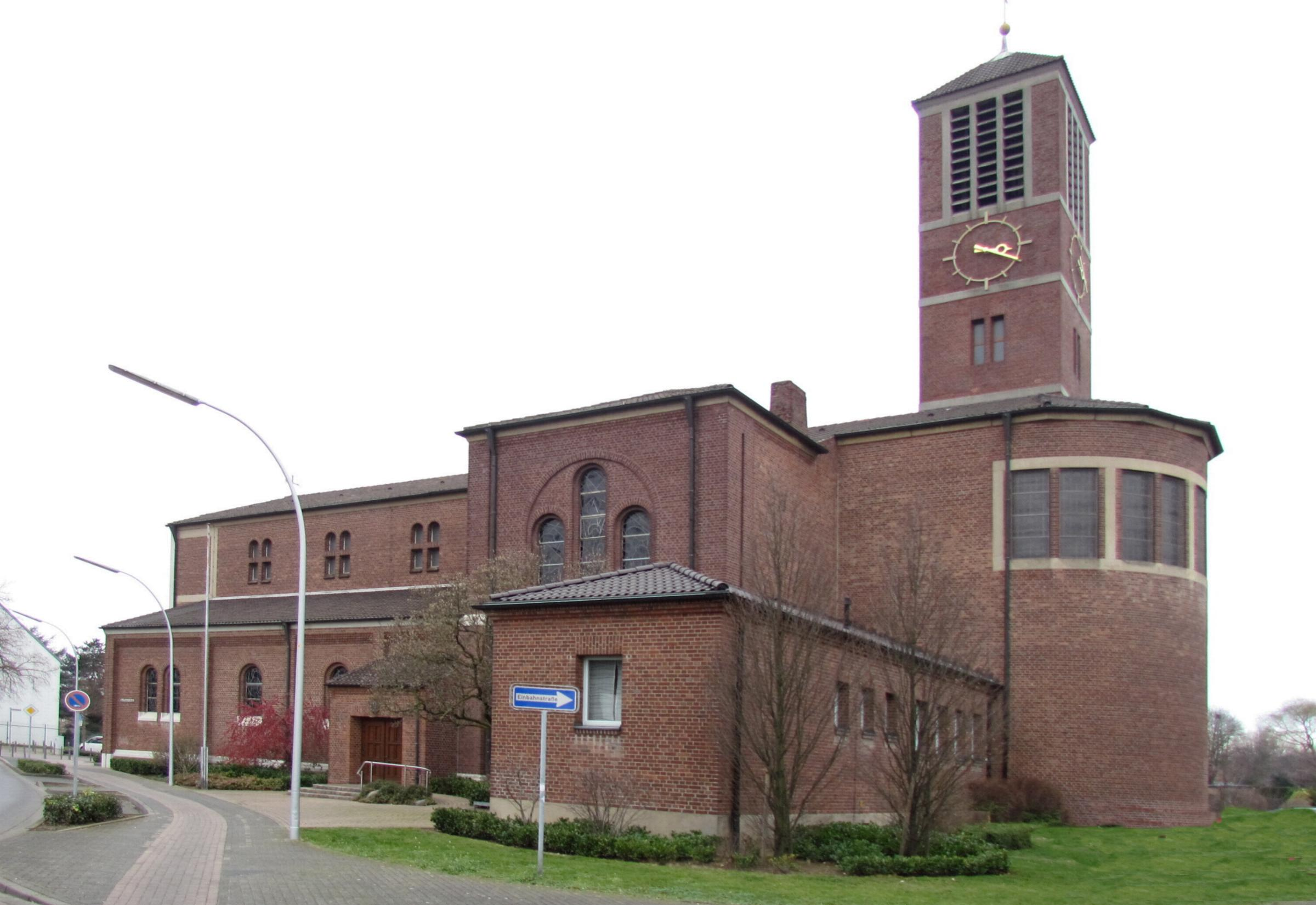
Südostseite
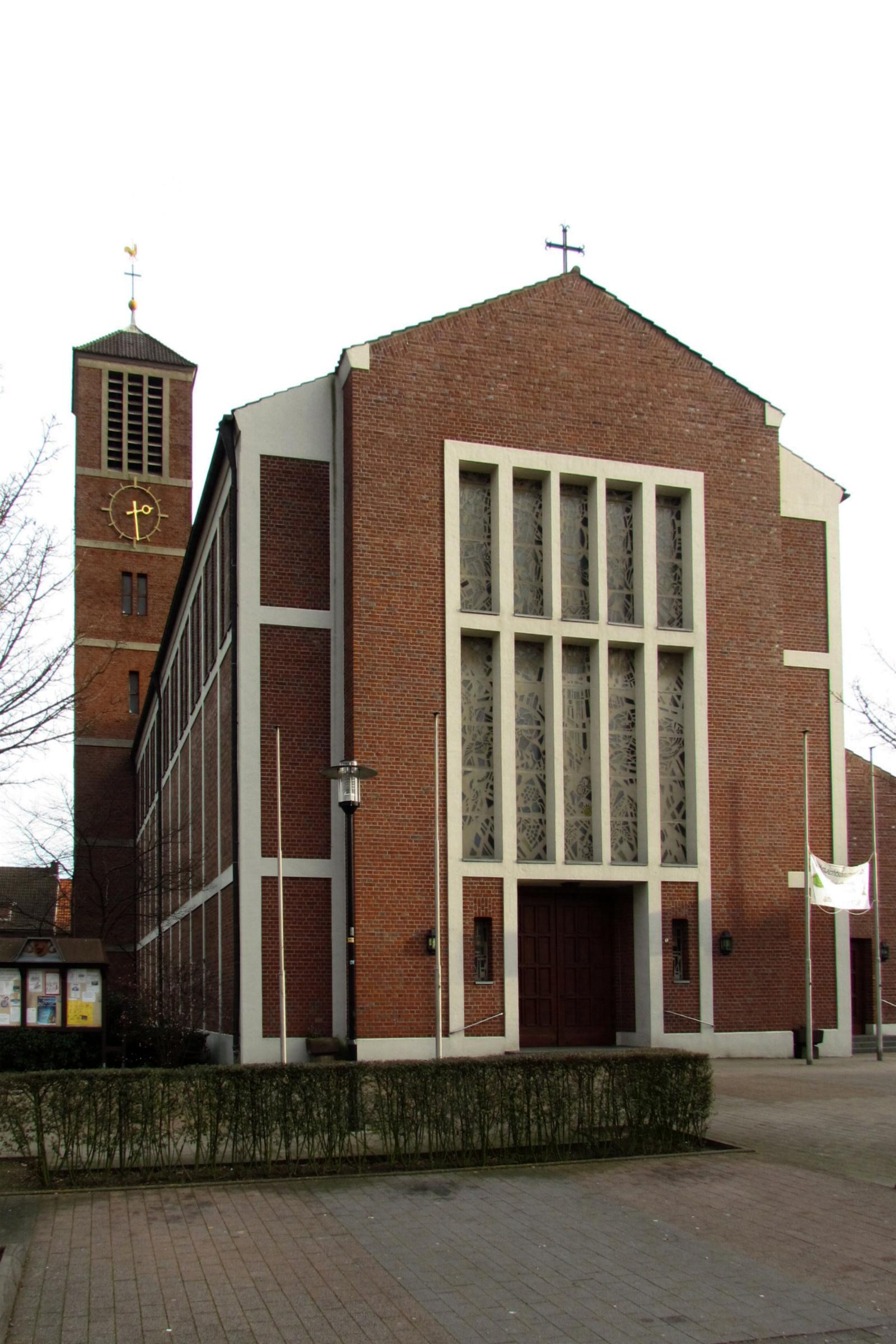
Nordwestseite
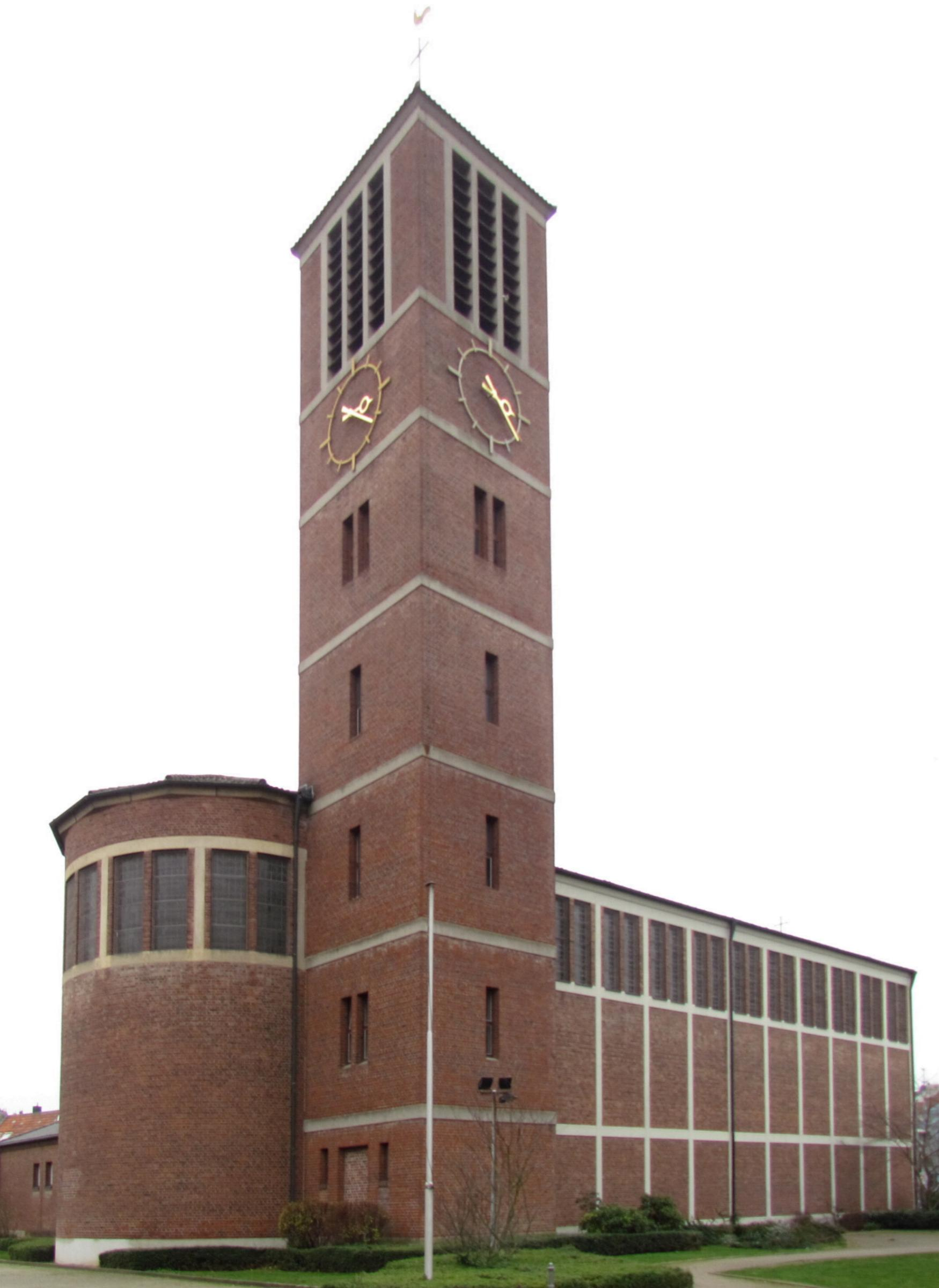
Nordostseite
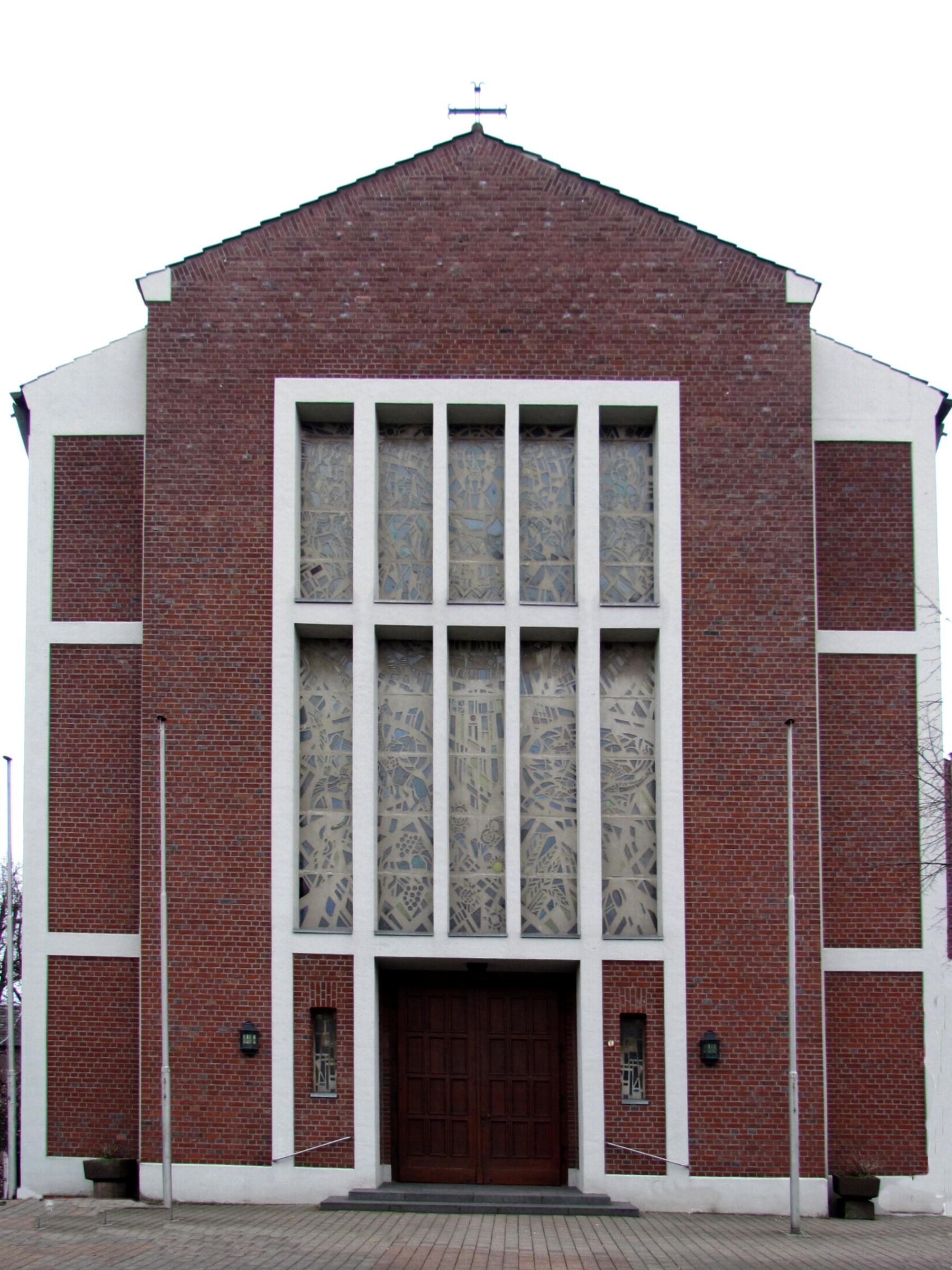
Westseite
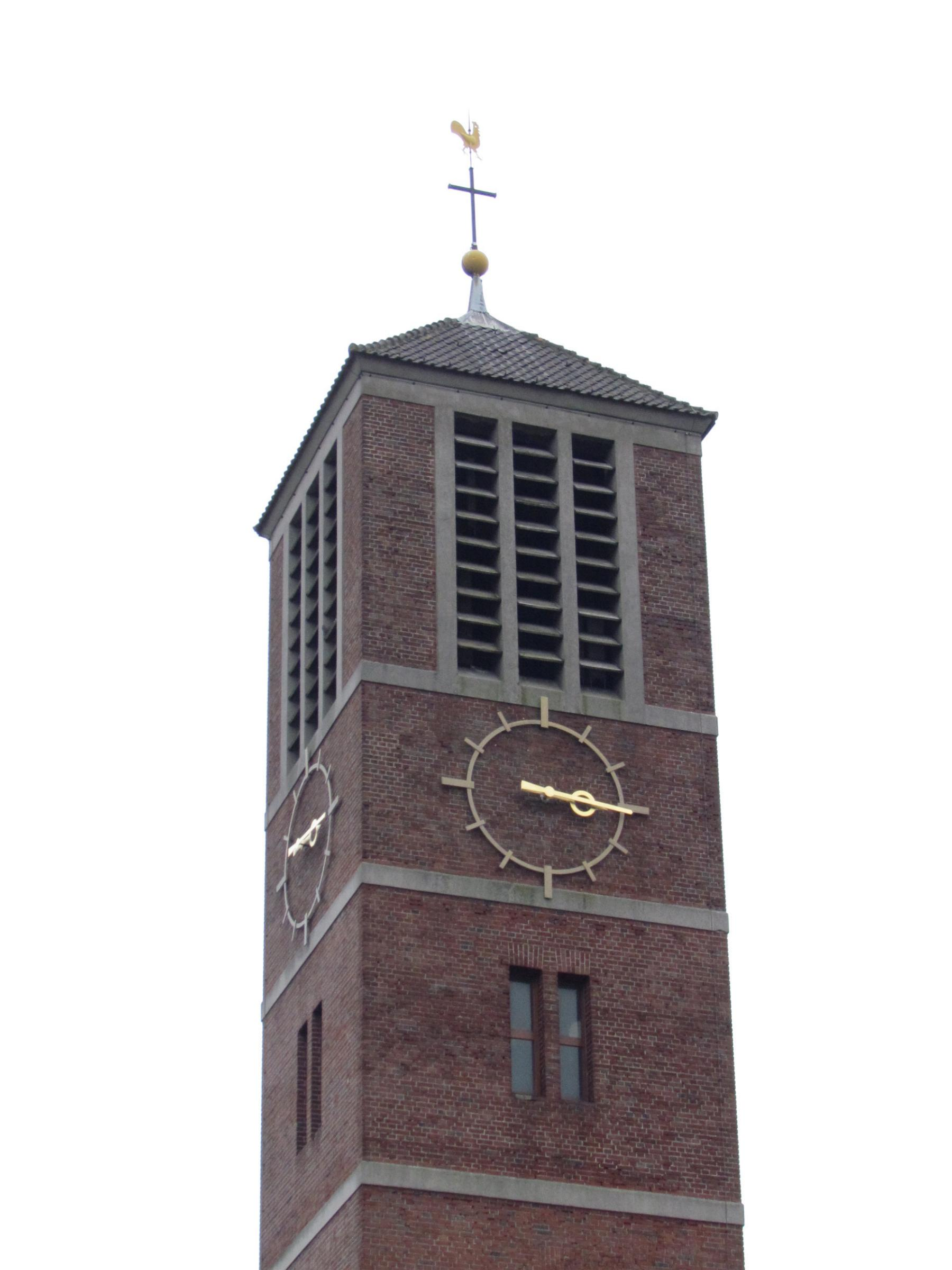
Glockenturm